# Cratere Durinn
Durinn è un cratere sulla superficie di Callisto.